# Haciendo cosas raras (álbum de Divididos)
Haciendo cosas raras es el noveno álbum de estudio del grupo musical de Argentina Divididos, lanzado el 24 de agosto de 2018 por las discográficas La Calandria / DBN. Este disco es en realidad la regrabación de 40 dibujos ahí en el piso, álbum de estudio debut del grupo lanzado en el año 1989, y sirve para conmemorar los 30 años de Divididos.
El disco consta de 11 canciones, de las cuales 10 son composiciones propias y una es la versión de "Light My Fire" de la banda estadounidense The Doors. El antepenúltimo tema de este disco es una reversión del tema "La foca", cuya melodía ahora tiene letra, y se titula "Caballos de la noche". En este nuevo álbum, la banda cambió el orden de las canciones con respecto al del primer disco de estudio antes mencionado.
La presentación fue el 15 de septiembre de 2018 en el Hipódromo de Palermo, siendo éste el recital más grande de la banda junto con el que hicieron el 10 de septiembre de 1994 en el estadio de Vélez en su tercer tour. Su gira llevó el nombre de la canción homónima, que da nombre a este álbum.

## Lista de canciones
Todas las canciones compuestas por Ricardo Mollo y Diego Arnedo, excepto las anotadas.
| N.º   | Título                                                                               | Duración |  |
| 1.    | «Los sueños y las guerras»                                                           | 4:36     |  |
| 2.    | «Che, ¿qué esperás?»                                                                 | 4:02     |  |
| 3.    | «La mosca porteña»                                                                   | 6:05     |  |
| 4.    | «Gárgara larga»                                                                      | 5:38     |  |
| 5.    | «Haciendo cosas raras»                                                               | 3:06     |  |
| 6.    | «Un montón de huesos»                                                                | 5:04     |  |
| 7.    | «Light my fire» (Jim Morrison, Robby Krieger, John Densmore, Ray Manzarek)           | 6:16     |  |
| 8.    | «¿De qué diario sos?»                                                                | 6:23     |  |
| 9.    | «Caballos de la noche (La foca)»                                                     | 3:44     |  |
| 10.   | «Los hombres huecos» (Mollo, Arnedo, Gustavo Collado; sobre un poema de T. S. Eliot) | 7:20     |  |
| 11.   | «Camarón Bombay»                                                                     | 4:40     |  |
| 55:34 |                                                                                      |          |  |

## Formación
- Ricardo Mollo: Voz, coros, guitarra eléctrica, guitarra acústica y guitar sitar.
- Diego Arnedo: Bajo y órgano hammond.
- Catriel Ciavarella: Batería.